# Église Notre-Dame-de-la-Nativité de Fayl-Billot
L'église Notre-Dame-en-Sa Nativité est une église de style classique située à Fayl-Billot, dans le département de la Haute-Marne, en France.

## Patrimoine
L'église est classée monument historique en 1942. Ce classement remplace l'inscription de 1925.

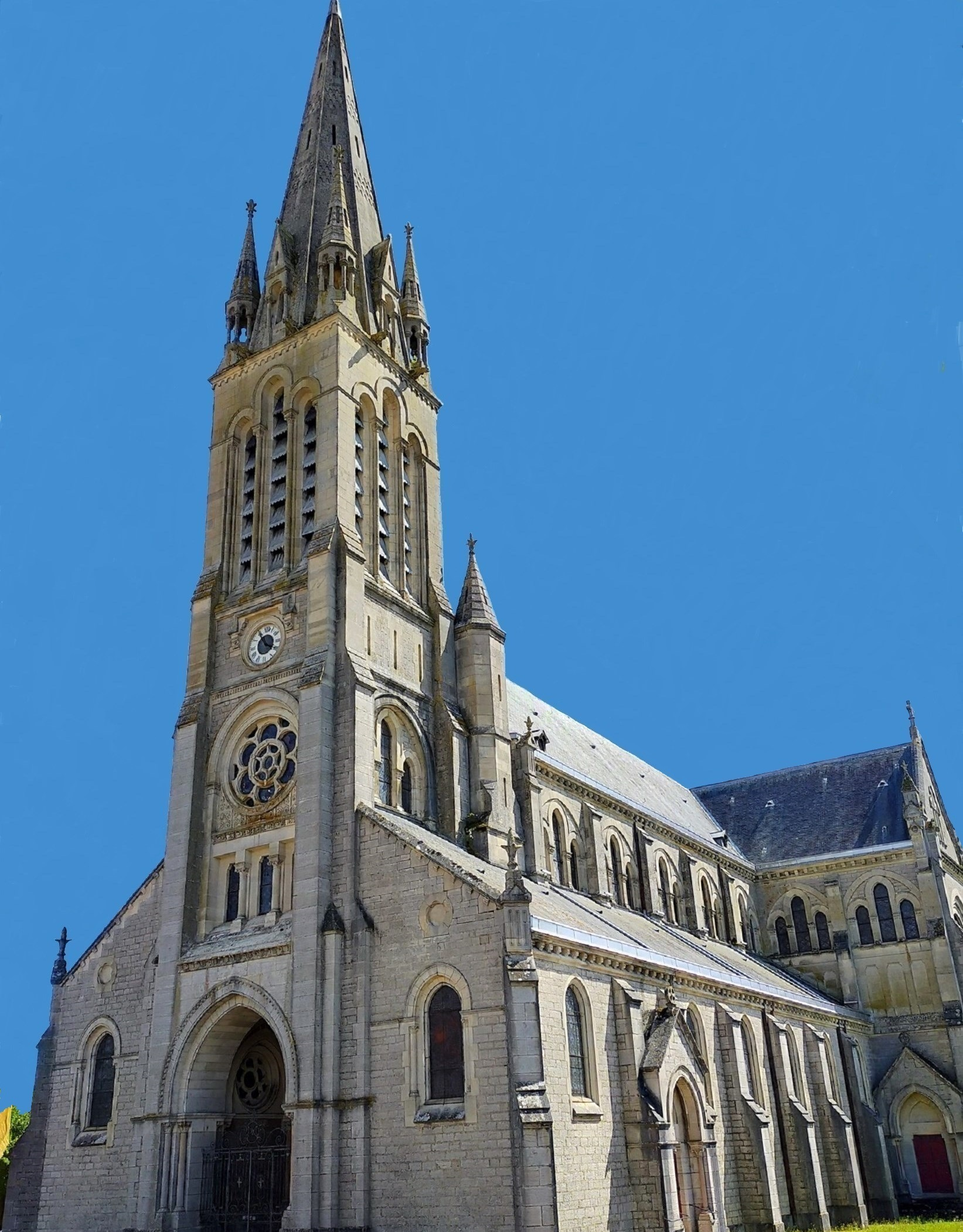
l'église Notre-Dame-de-la-Nativité

## Architecture

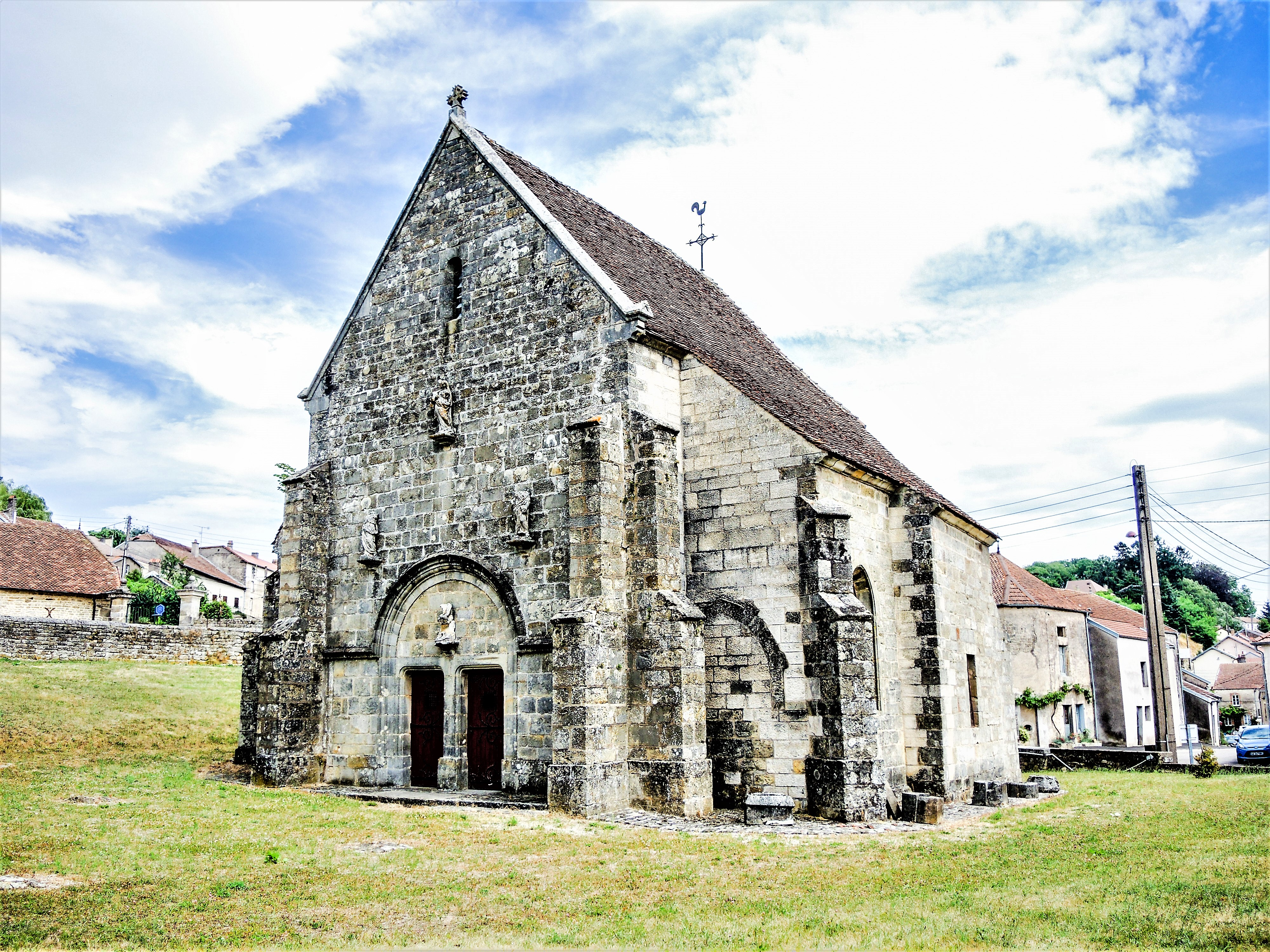
Extérieur.
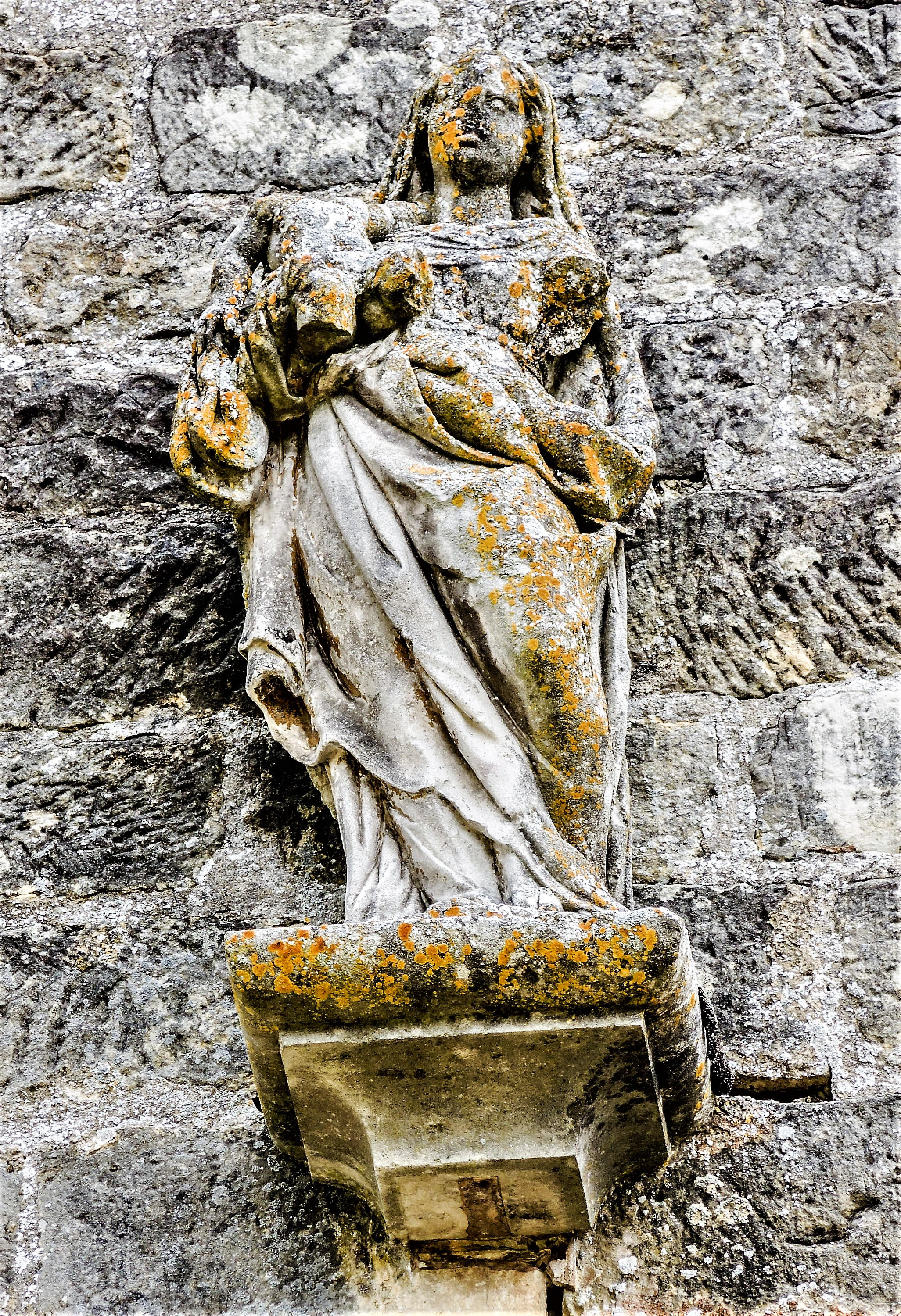
Marie à l'enfant.
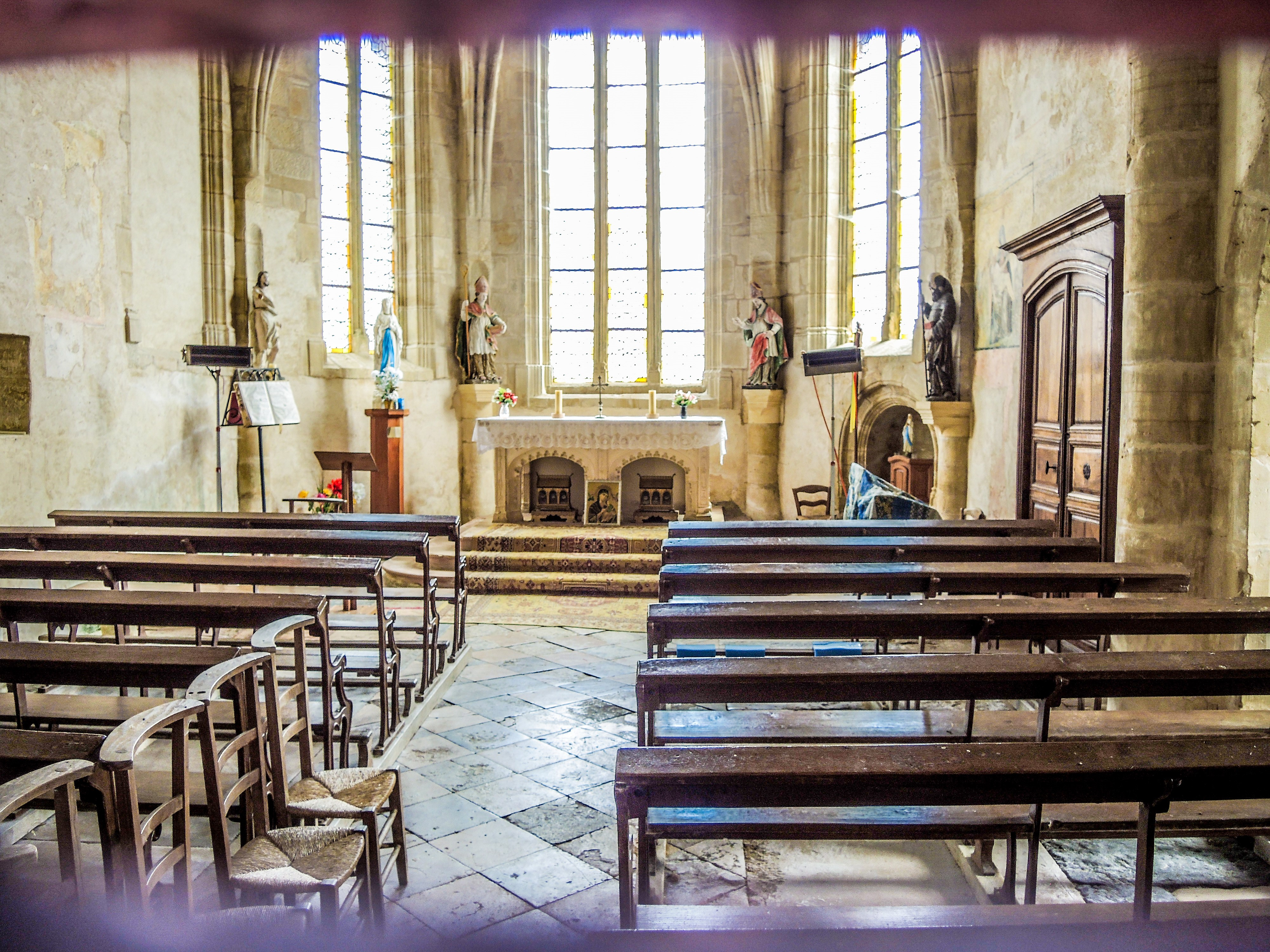
Nef.
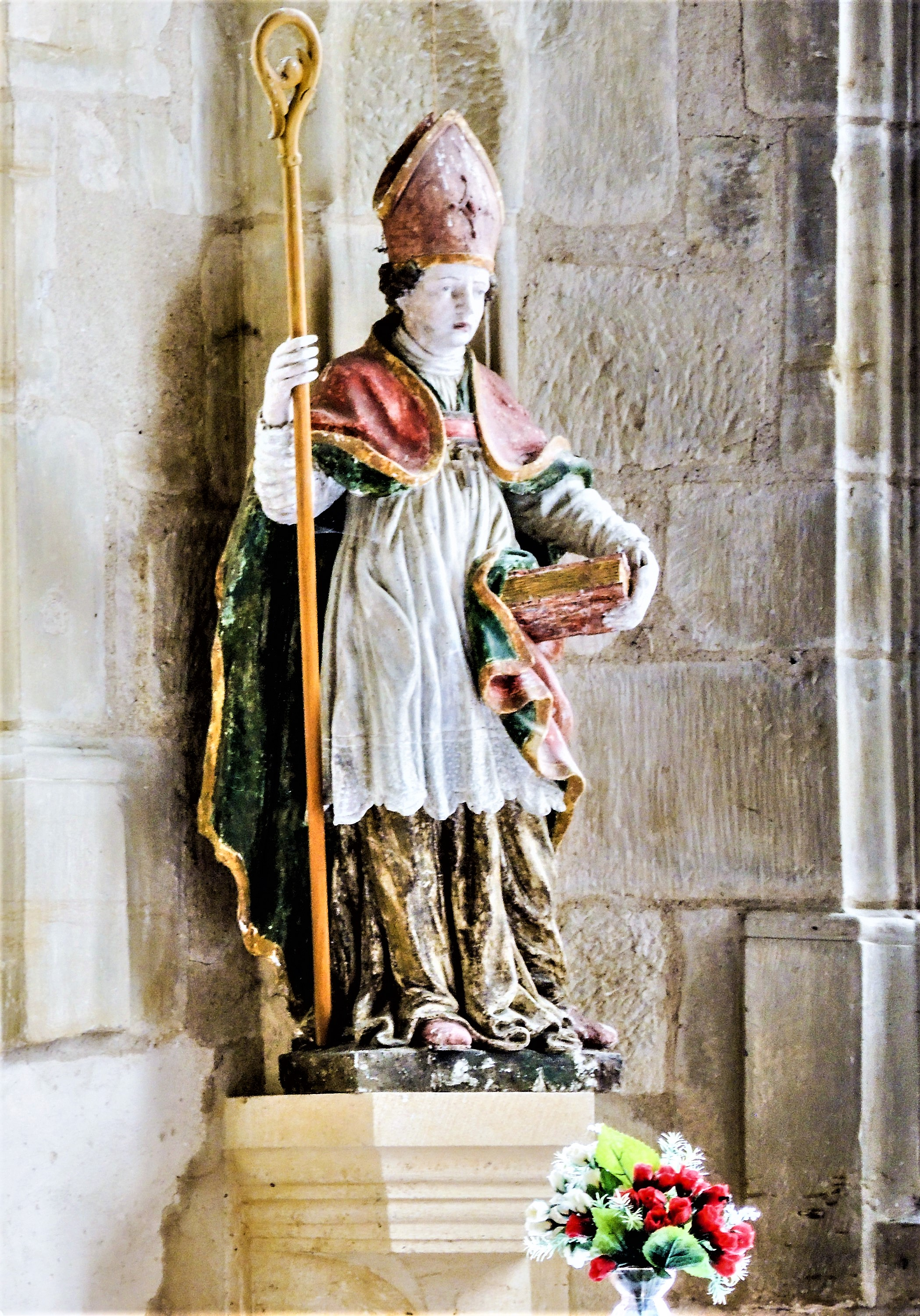
Statue d'évêque.